# Michele Rigione
Michele Rigione (Napoli, 7 marzo 1991) è un calciatore italiano, difensore dell'Avellino.

## Caratteristiche tecniche
È un difensore centrale dotato di rapidità e fisicità.

## Carriera

### Club

#### Inizi e prestito al Foggia
Nato a Napoli ma trasferitosi giovanissimo a Trento, inizia a giocare nel Villazzano per passare alle giovanili del Chievo, dove rimane fino al 2007. In seguito passa all'Inter, giocando una stagione con gli Allievi e due con la Primavera. Nel 2010, va per la prima volta in prestito, al Foggia in Lega Pro Prima Divisione. Debutta nel calcio il 19 settembre, giocando tutta la partita nella vittoria per 2-1 nel derby pugliese con il Barletta in campionato. Realizza il primo gol in carriera il 23 ottobre, segnando il momentaneo 1-1 nel pareggio esterno per 3-3 con l'Atletico Roma in Lega Pro Prima Divisione. Alla prima stagione da professionista ottiene 24 presenze e 1 rete.

#### Cremonese
Per la stagione 2011-2012 va ancora una volta in prestito in Lega Pro Prima Divisione, alla Cremonese. Esordisce il 18 settembre 2011 nella vittoria per 4-2 in casa sul Bassano Virtus in campionato, entrando all' 81'. Nella stessa gara, nel girone di ritorno, il 22 gennaio 2012, segna il primo gol in grigiorosso, quello del 2-0 al 70' nella vittoria per 3-1 in rimonta. Gioca 20 volte, segnando 1 gol, raggiungendo i play-off dove viene eliminato in semifinale dal Trapani.

#### Grosseto
A fine mercato 2012 va a giocare per la prima volta in Serie B, andando in prestito al Grosseto. Fa il suo esordio il 14 ottobre, giocando i primi 67 minuti nella sconfitta per 2-0 in trasferta contro il Verona in campionato. Gioca un totale di 10 partite in stagione, terminando al 22º posto, con conseguente retrocessione in Lega Pro Prima Divisione.

#### Catanzaro
Nel 2013 termina il contratto con l'Inter, passando a titolo definitivo al Catanzaro in Lega Pro Prima Divisione. Debutta il 1º settembre alla prima di campionato, pareggiata 1-1 in casa contro il Viareggio, restando in campo per tutti i 90 minuti. Alla prima stagione raggiunge i play-off venendo eliminato nel turno preliminare dal Benevento. Nella seconda stagione segna il primo gol, quello del momentaneo vantaggio al 56' nella sconfitta per 2-1 sul campo della Salernitana in Lega Pro. Ad aprile 2015 rescinde il contratto che lo legava ai giallorossi fino al 30 giugno 2016. In poco meno di due stagioni con i calabresi ottiene 65 apparizioni e 3 reti.

#### Teramo e Virtus Lanciano
Nell'estate 2015 passa al Teramo, neopromosso in Serie B. Esordisce il 9 agosto, giocando titolare nella sconfitta interna per 2-0 con il Cittadella nel 2º turno di Coppa Italia. Questa rimane però l'unica partita giocata in biancorosso, perché ad agosto la Corte d'Appello Federale della FIGC revoca la promozione in B dei teramani per illecito sportivo e Rigione rimane tra i cadetti trasferendosi in un'altra squadra abruzzese, la Virtus Lanciano. Fa il suo esordio il 24 ottobre, giocando titolare nella sconfitta per 2-1 sul campo del Brescia in campionato. Va in rete per l'unica volta in rossonero il 23 dicembre, portando momentaneamente in vantaggio al 50' la Virtus Lanciano nell'1-1 in trasferta contro la Ternana in Serie B. Chiude il campionato con 29 presenze e 1 gol, raggiungendo i play-out ma perdendoli contro la Salernitana e retrocedendo in Lega Pro.

#### Cesena
A luglio 2016 rimane senza squadra dopo il fallimento della Virtus Lanciano e la conseguente mancata iscrizione in Lega Pro e firma un biennale con il Cesena, rimanendo in Serie B. Debutta con i romagnoli il 7 agosto, entrando all' 82' nel 2º turno di Coppa Italia, vinto per 2-0 in casa contro l'Arezzo. Segna il primo gol il 28 gennaio 2017, realizzando il 2-1 al 75' nel 2-2 casalingo contro l'Ascoli in campionato. Il 29 giugno 2017 viene annunciato il suo passaggio a titolo definitivo al Chievo, facendo ritorno nella squadra dove aveva iniziato a livello giovanile. Non viene utilizzato nelle prime gare stagionali dei gialloblu e allora il 30 agosto, penultimo giorno di calciomercato, torna al Cesena in prestito

#### Ternana, Novara e Chievo
Dopo non essere sceso in campo neppure un minuto nella prima parte della stagione 2017-2018, il 10 gennaio 2018 viene ceduto in prestito alla Ternana. Disputa 14 presenze e chiude la stagione con la retrocessione in Serie C. 
Il 30 gennaio 2019 viene ceduto in prestito al Novara, dove disputa solo tre partite prima di tornare in estate ai veneti, nel frattempo retrocessi in serie B. Il 13 dicembre 2019 segna il suo primo gol con la maglia del Chievo nella partita contro la Juve Stabia, che i veneti perderanno per 2-3. Inizialmente riserva, trova maggiore spazio diventando titolare del club alla ripresa del campionato avvenuta a giugno 2020.

#### Cosenza
Il 13 agosto 2021 firma per il Cosenza.

#### Avellino
Il 12 agosto 2023 firma un contratto triennale con l’Avellino. In biancoverde vince il campionato di Serie C 2024-2025 indossando più volte la fascia di capitano.

### Nazionale
Ha giocato con le Nazionali Under-16, Under-17, Under-18 e Under-20.

## Statistiche

### Presenze nei club
Statistiche aggiornate al 10 maggio 2025.
| Stagione         | Squadra          | Campionato       | Campionato | Campionato | Coppe nazionali | Coppe nazionali | Coppe nazionali | Coppe continentali | Coppe continentali | Coppe continentali | Altre coppe | Altre coppe | Altre coppe | Totale | Totale | Totale |
| Stagione         | Squadra          | Comp             | Pres       | Reti       | Comp            | Pres            | Reti            | Comp               | Pres               | Reti               | Comp        | Pres        | Reti        | Pres   | Reti   |        |
| ---------------- | ---------------- | ---------------- | ---------- | ---------- | --------------- | --------------- | --------------- | ------------------ | ------------------ | ------------------ | ----------- | ----------- | ----------- | ------ | ------ | ------ |
| 2010-2011        | Foggia           | 1D               | 24         | 1          | CI-LP           | 0               | 0               | -                  | -                  | -                  | -           | -           | -           | 24     | 1      |        |
| 2011-2012        | Cremonese        | 1D               | 18+2       | 1          | CI-LP           | 0               | 0               | -                  | -                  | -                  | -           | -           | -           | 20     | 1      |        |
| 2012-2013        | Grosseto         | B                | 10         | 0          | CI              | -               | -               | -                  | -                  | -                  | -           | -           | -           | 10     | 0      |        |
| 2013-2014        | Catanzaro        | 1D               | 28+1       | 0          | CI-LP           | 1               | 0               | -                  | -                  | -                  | -           | -           | -           | 30     | 0      |        |
| 2014-2015        | Catanzaro        | LP               | 34         | 3          | CI+CI-LP        | 2+0             | 0               | -                  | -                  | -                  | -           | -           | -           | 36     | 3      |        |
| Totale Catanzaro | Totale Catanzaro | Totale Catanzaro | 63         | 3          | -               | 3               | 0               | -                  | -                  | -                  | -           | -           | -           | 66     | 3      |        |
| lug.-ago. 2015   | Teramo           | LP               | 0          | 0          | CI+CI-LP        | 1+0             | 0               | -                  | -                  | -                  | -           | -           | -           | 1      | 0      |        |
| ago. 2015-2016   | Virtus Lanciano  | B                | 28+1       | 1          | -               | -               | -               | -                  | -                  | -                  | -           | -           | -           | 29     | 1      |        |
| 2016-2017        | Cesena           | B                | 21         | 2          | CI              | 5               | 0               | -                  | -                  | -                  | -           | -           | -           | 26     | 2      |        |
| 2017-gen.2018    | Cesena           | B                | 2          | 0          | CI              | -               | -               | -                  | -                  | -                  | -           | -           | -           | 2      | 0      |        |
| Totale Cesena    | Totale Cesena    | Totale Cesena    | 23         | 2          | -               | 5               | 0               | -                  | -                  | -                  | -           | -           | -           | 28     | 2      |        |
| gen.-giu.2018    | Ternana          | B                | 14         | 0          | CI              | -               | -               | -                  | -                  | -                  | -           | -           | -           | 14     | 0      |        |
| dic.2018-2019    | Novara           | C                | 5          | 0          | CIC             | -               | -               | -                  | -                  | -                  | -           | -           | -           | 5      | 0      |        |
| 2019-2020        | Chievo           | B                | 17+3       | 2+1        | CI              | 2               | 0               | -                  | -                  | -                  | -           | -           | -           | 22     | 3      |        |
| 2020-2021        | Chievo           | B                | 28+1       | 1          | CI              | 1               | 0               | -                  | -                  | -                  | -           | -           | -           | 30     | 1      |        |
| Totale Chievo    | Totale Chievo    | Totale Chievo    | 45+4       | 3+1        | -               | 3               | 0               |                    |                    |                    |             |             |             | 52     | 4      |        |
| 2021-2022        | Cosenza          | B                | 34+2       | 1          | CI              | 0               | 0               | -                  | -                  | -                  | -           | -           | -           | 36     | 1      |        |
| 2022-2023        | Cosenza          | B                | 27+2       | 2          | CI              | 1               | 0               | -                  | -                  | -                  | -           | -           | -           | 30     | 2      |        |
| Totale Cosenza   | Totale Cosenza   | Totale Cosenza   | 61+4       | 3          | -               | 1               | 0               | -                  | -                  | -                  | -           | -           | -           | 66     | 3      |        |
| 2023-2024        | Avellino         | C                | 25+4       | 1          | CI-C            | 0               | 0               | -                  | -                  | -                  | -           | -           | -           | 29     | 1      |        |
| 2024-2025        | Avellino         | C                | 29         | 3          | CI+CI-C         | 0+1             | 0               | -                  | -                  | -                  | SC-C        | 1           | 0           | 31     | 0      |        |
| Totale Avellino  | Totale Avellino  | Totale Avellino  | 54+4       | 4          | -               | 1               | 0               | -                  | -                  | -                  | -           | 1           | 0           | 60     | 1      |        |
| Totale carriera  | Totale carriera  | Totale carriera  | 360        | 19         | -               | 14              | 0               | -                  | -                  | -                  | -           | 1           | 0           | 375    | 16     |        |

## Palmarès

### Club

#### Competizioni nazionali
- Serie C: 1

Avellino: 2024-2025 (girone C)

#### Competizioni giovanili
- Campionato Allievi Nazionali: 1

Inter: 2007-2008
- Champions Under-18 Challenge: 1

Inter: 2010